# Большой ушастый козодой

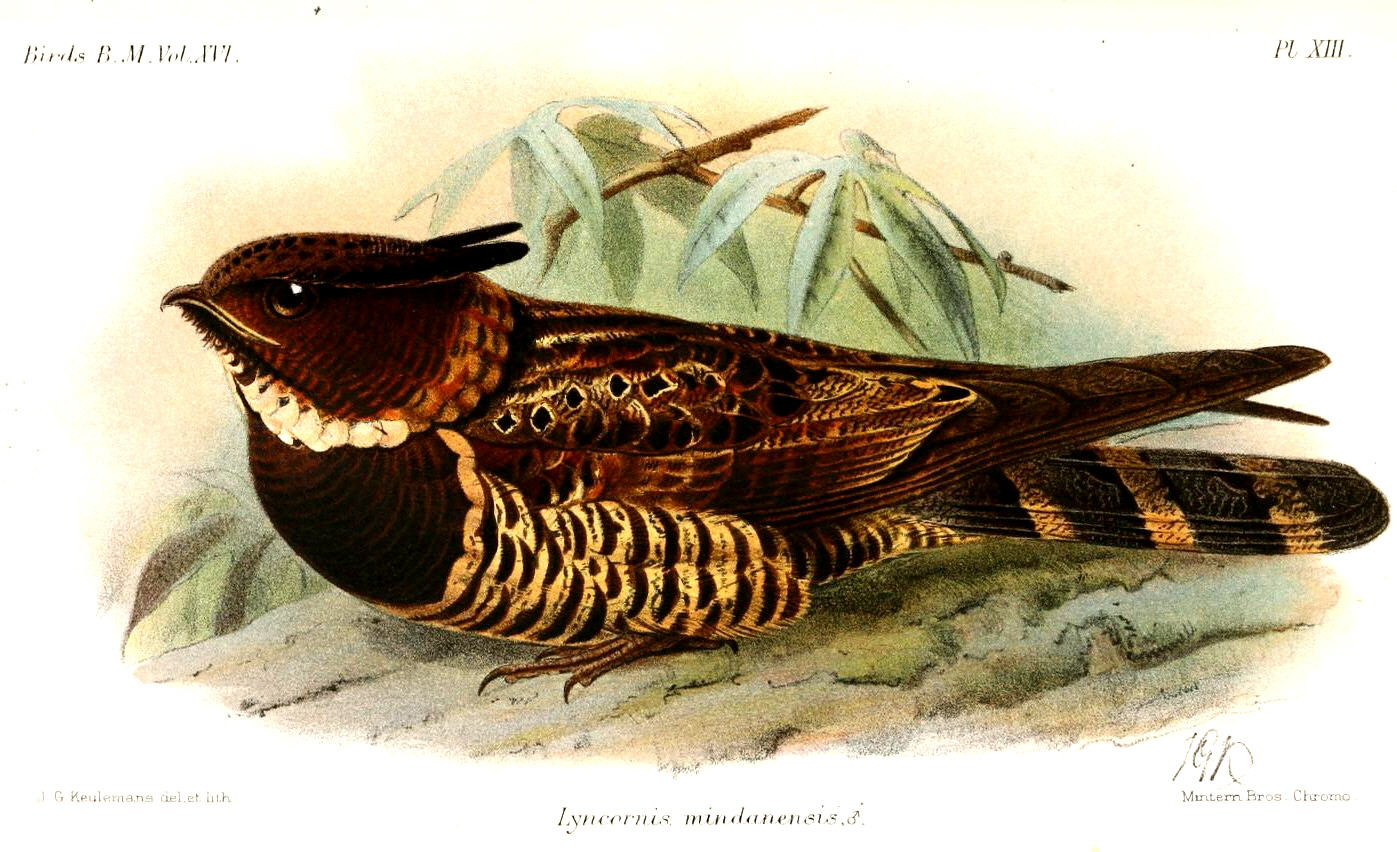

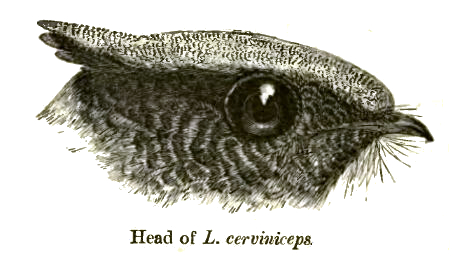
Голова большого ушастого козодоя

Большой ушастый козодой, или большой южноазиатский козодой (лат. Lyncornis macrotis), — вид птиц из семейства настоящих козодоев.

## Описание
Большой ушастый козодой достигает длины 31—40 см и массы от 125 до 150 г. Самый крупный вид в семействе настоящих козодоев. Удлиненные ушные перья образуют на голове направленные назад «ушки».

## Ареал и места обитания
Обитает в субтропических и тропических лесах Южной и Юго-Восточной Азии: в дождевых лесах горного массива Западные Гаты на юго-западе Индии, на острове Шри-Ланка, на северо-востоке Индии, в Бангладеш, Камбодже, Бирме, на полуострове Индокитай от крайнего юга Китая до севера Малайского полуострова, на Филиппинских островах, острове Сулавеси и некоторых мелких островах Малайского архипелага. В горных районах встречается до высоты 1000 м.
Образует 5 подвидов:
- L. m. cerviniceps — Юго-Восточная Азия от северо-востока Индии и Бангладеш на востоке ареала до крайнего юга Китая на севере и через полуостров Индокитай до северной части Малайского полуострова;
- L. m. bourdilloni — Западные Гаты (Юго-Западная Индия);
- L. m. macrotis — северная и восточная части Филиппинского архипелага (острова Лусон, Миндоро, Катандуанес, Мариндуке, Самар, Лейте, Бохол, Динагат, Сиаргао, Минданао, Басилан);
- L. m. jacobsoni — остров Сималур к западу от северной части Суматры;
- L. m. macropterus — северная и центральная части острова Сулавеси, острова Талауд, Сангир, Бангаи и Сула.

## Размножение
В кладке только одно яйцо, которое самка откладывает прямо на земле. Окраска птенцов прекрасно маскирует их среди листовой подстилки леса.